# رامناو
رامناو (به آلمانی: Rammenau) یک شهر در آلمان است که در باوتسن واقع شده‌است. رامناو ۱٬۴۸۴ نفر جمعیت دارد.